# Lejeunea topoensis
Lejeunea topoensis là một loài Rêu trong họ Lejeuneaceae. Loài này được Gradst. & Reiner, Maria Elena mô tả khoa học đầu tiên năm 2007.